# ぼくのパラサイト
『ぼくのパラサイト』は、2002年8月31日に発売された伊藤多賀之の第2作目のアルバム。現在では廃盤となっているが、2012年にダウンロード販売が開始された。

## 収録曲
1. そぼろババア (0:00)
作詞・作曲：伊藤多賀之
2. 公園  (0:00)
作詞・作曲:伊藤多賀之
3. ボディービルダー  (0:00)
作詞・作曲:伊藤多賀之
4. 恋人っていいな  (0:00)
作詞・作曲:伊藤多賀之
5. ホルモンを飲む瞬間  (0:00)
作詞・作曲:伊藤多賀之
6. 大学デビュー  (0:00) 
作詞・作曲:伊藤多賀之
7. ムンクの叫び声  (0:00)
作詞・作曲:伊藤多賀之
8. 癒し系  (0:00)
作詞・作曲:伊藤多賀之
9. 団地妻の説教  (0:00) 
作詞・作曲:伊藤多賀之
10. ミジンコフェチ  (0:00) 
作詞・作曲:伊藤多賀之
11. 月の裏側  (0:00) 
作詞・作曲:伊藤多賀之